# Zigliara
Zigliara település Franciaországban, Corse-du-Sud megyében. Lakosainak száma 128 fő (2022. január 1.). Zigliara Argiusta-Moriccio, Azilone-Ampaza, Cardo-Torgia, Forciolo, Moca-Croce, Petreto-Bicchisano, Santa-Maria-Siché és Urbalacone községekkel határos.

## Népesség
A település népessége az elmúlt években az alábbi módon változott:
| Lakosok száma | 242  | 232  | 142  | 137  | 139  | 137  | 130  | 129  | 128  | 128  |
|               | 1968 | 1982 | 1990 | 2006 | 2011 | 2016 | 2017 | 2019 | 2020 | 2022 |